# Eclissi solare del 28 aprile 1949
L'Eclissi solare del 28 aprile 1949 è stato un evento astronomico che ha avuto luogo il suddetto giorno attorno alle ore 07:48 UTC. Tale evento ha avuto luogo nella maggior parte dell'Europa, nel Nord America e in alcune aree circostanti. L'eclissi del 28 aprile 1949 divenne la prima eclissi solare nel 1949 e la 114ª nel XX secolo. La precedente eclissi solare si è verificata il 1 novembre 1948, la seguente il 21 ottobre 1949
Il giorno della luna nuova (novilunio), la differenza tra le distanze apparenti di luna e sole osservate sulla terra è estremamente piccola. In tale momento, se la luna si trova in prossimità del nodo lunare, cioè uno dei due punti in cui la sua orbita interseca l'eclittica, si verifica un'eclissi solare. Quando vi è assenza di ombra e la penombra raggiunge parte dell'estremità settentrionale o meridionale della terra, si verifica un'eclissi solare parziale, che si verifica quindi presso le regioni polari della Terra. 

## Percorso e visibilità
Questa eclissi solare parziale poteva essere osservata nella maggior parte dell'Europa ad eccezione di alcune aree a sud; nel Nord Africa orientale, in Turchia occidentale, ai confini settentrionali dell'Asia, in Groenlandia e nel Canada nord orientale..

## Eclissi correlate

### Eclissi solari 1946 - 1949
Questa eclissi è un membro di una serie semestrale. Un'eclissi in una serie semestrale di eclissi solari si ripete approssimativamente ogni 177 giorni e 4 ore (un semestre) in nodi alternati dell'orbita della Luna.